# Kejserlig grottsalamander
Kejserlig grottsalamander  (Speleomantes imperialis)  är ett stjärtgroddjur i familjen lunglösa salamandrar. Arten kallas även Hydromantes imperialis.

## Utseende
Arten har brun till svart ovansida med ett spräckligt mönster av gröna, gulbruna eller gula fläckar. Ibland har nacken ett mörkt, V- eller X-format tecken. Buksidan har svarta eller bruna fläckar på ljus botten, som ibland är halvgenomskinlig så inälvorna syns. Honan kan bli upp till 15 cm lång, hanen 13,5 cm. Benen är långa, huvudet hos vuxna hanar har en kindkörtel på vardera sidan. Populationen öster om Cagliari räknas numera som en egen art, Speleomantes sarrabusensis.

## Utbredning
Den kejserliga grottsalamandern finns endast i provinserna Nuoro, Oristano och Cagliari på centrala och östra Sardinien, Italien.

## Vanor
Arten uppträder i grottor, klippspringor och skogar i närheten av rinnande vatten på upp till 1 170 meters höjd.  Om arten hanteras, ger den ifrån sig en tydlig, stark doft.
Som alla salamandrar i familjen saknar den lungor, och andas i stället med huden och svalget, som har blodkärlsrika fåror för att underlätta syreupptaget.

### Fortplantning
Litet är känt om parningen, men studier av arten i fångenskap visar att honan lägger ett fåtal ägg på land som kläcks efter ungefär 6 månader. Honan bevakar äggen och lämnar dem bara korta stunder nattetid för att jaga. Ungarna är fullt utvecklade när de kläcks.

## Status
Den kejserliga grottsalamandern betraktas som missgynnad ("NT") på grund av den begränsade populationen och det ringa antalet individer, men själva beståndet är stabilt och är inte hotat förutom en lokal, begränsad biotopminskning och viss illegal insamling. Den är upptagen i EU:s habitatdirektiv (bilaga 4).